# Heinrich von Lazan
Heinrich von Lazan (auch: Heinrich Lef(f)l von Lazan; tschechisch: Jindřich Lefl z Lažan; † 1. November 1420) war Landeshauptmann des böhmischen Erbfürstentums Breslau und königlich böhmischer Kämmerer.

## Herkunft und Werdegang
Heinrich von Lazan entstammte dem schlesischen Adelsgeschlecht Seydlitz/Seidlitz/Zedlitz, das sich in mehrere Familien verzweigte. Der Beiname von Lazan wurde von dem bei Schweidnitz liegenden Ort Lazan abgeleitet.
Heinrichs Vater war der Ritter Günzel zu Lasan, Kunzendorf, Kniegnitz, Kunern, Tunkendorf, Wigandisdorf, Freudenberg und Striegau. 1403 soll Heinrich den König Wenzel IV. aus seiner Wiener Gefangenschaft befreit haben. Wohl deshalb gehörte er zu den Lieblingen des Königs, der ihn zum Obersten Kämmerer sowie zum Hofmarschall ernannte. 1408 bis 1410 und nochmals 1413 bis 1419 war er Landeshauptmann des Erbfürstentums Breslau.
1410 erwarb Heinrich die Herrschaft Krakovec (Rothschloss) in Südböhmen und 1411 von Dietrich von Janowitz die ostböhmischen Herrschaften Nachod und Hummel im altböhmischen Königgrätzer Kreis. Beide tauschte er 1414 mit dem Oberstlandschreiber Boček II. von Podiebrad († 1417) gegen die Stadt und Herrschaft Bechin in Südböhmen. Deshalb nannten sich seine Nachkommen Bechinie von Lazan. Im selben Jahr beherbergte er auf seiner Burg Krakovec den Reformator Jan Hus, der sich auf der Reise zum Konstanzer Konzil befand und mit Heinrich befreundet war. Seit 1416 war Heinrich vom König bemächtigt, an seiner statt schlesische Lehen zu verleihen.
1420 nahm Heinrich von Lazan auf Seiten des Königs Sigismund an der Schlacht bei Vyšehrad teil. Bei den Kämpfen wurde er verwundet und fand den Tod. Seine Gegner sollen vor ihm soviel Achtung gehabt haben, dass sie ihn mit allen Ehren bestatten ließen.